# چم نار
چم نار، روستایی ساحلی در حاشیه زاینده رود است که در شهرستان سامان از توابع استان چهارمحال و بختیاری قرار دارد.

## جمعیت
این روستا در دهستان سامان قرار دارد و براساس سرشماری مرکز آمار ایران در سال ۱۳۸۵، جمعیت آن ۲۳۰ نفر (۶۷خانوار) بوده‌است.